# Кузнецов, Бронислав Иванович
Бронисла́в Ива́нович Кузнецо́в (2 декабря 1931 года — 24 июля 1985 года) — советский востоковед и тибетолог. Известен исследованиями и теориями об иранском влиянии на тибетский буддизм. Кандидат филологических наук.

## Биография
Родился в 1931 году в Ленинграде. Во время Великой Отечественной войны пережил блокаду, был тяжело ранен.
В 1956 году он окончил отделение китайской филологии Восточного факультета ЛГУ, а затем поступил в аспирантуру. Когда в середине пятидесятых годов на Восточном факультете возобновилось преподавание тибетского языка, Кузнецов начинает изучать этот язык сначала под руководством В. С. Воробьёва-Десятовского, а затем под руководством Б. И. Панкратова. Именно по совету последнего Кузнецов посетил Бурятию, где в течение летнего сезона жил в Иволгинском дацане — буддийском монастыре.
Будучи аспирантом, Кузнецов начал преподавать тибетский язык на Восточном факультете. До конца жизни он возглавлял единственное в стране отделение тибетской филологии.
В 1962 году Кузнецов защитил кандидатскую диссертацию.
Кузнецов имел активную гражданскую позицию: в 1972 году он выступил в защиту преследуемого буддолога и религиозного деятеля Б. Д. Дандарона.

## Научная деятельность
При жизни Кузнецов опубликовал более сорока научных статей по филологии, истории, этнографии и религиоведению. Некоторые из них были опубликованы в соавторстве с Л. Н. Гумилёвым.
Значительная часть его работ вышла в свет после смерти.
Также Кузнецов занимался переводческой деятельностью. В частности, в последние годы своей жизни он работал над переводом «Ламрим Ченмо» — назидательного труда тибетского религиозного деятеля XIV века Цзонхавы.

## Научные труды
- Rgyal rabs gsal ba’i me long (The clear mirror of royal genealogies). Tibetan text in transliteration with introduction in English. Edited by B.I. Kuznetsov — Leiden: E.J. Brill, 1966. 221 p.
- Тибетская летопись «Светлое зерцало царских родословных». Вступительная статья, перевод и комментарий Б. И. Кузнецова. Л.: — Издательство Ленинградского университета, 1961. 123 с.
- Древний Иран и Тибет. (История религии бон). СПб.: «Евразия», 1998. — 352 стр. ISBN 5-8071-0002-6
- Бон и маздаизм. СПб.: «Евразия», 2001. ISBN 5-8071-0074-3.
- Ранний буддизм и философия индуизма по тибетским источникам. СПб.: «Евразия», 2002.
- Тибетика. Сб. ст. СПб.: «Евразия», 2003.